# Barbu kommun
Barbu kommun (norska: Barbu kommune) var en kommun i Aust-Agder fylke i södra Norge. Kommunen omfattade ett område i den mellersta delen av nuvarande Arendals kommun. Orten Barbu, numera en stadsdel inom Arendal, utgjorde kommunens centralort.

## Administrativ historik
Barbu kommun upprättades den 1 maj 1878 genom utbrytning ur Austre Molands kommun. Kommunen hade 4 874 invånare vid upprättandet.
Den 1 januari 1902 gick kommunen upp i Arendals kommun. Kommunens hade då 6 787 invånare.